# EHF Champions League 2007/08
An der Champions League Saison 2007/08 nahmen 40 Handball-Vereinsmannschaften teil, die sich in der vorangegangenen Saison in ihren Heimatligen für den Wettbewerb qualifiziert hatten. Es war die 49. Austragung der EHF Champions League bzw. des Europapokals der Landesmeister. Die Pokalspiele begannen am 29. August 2007, das zweite Finalspiel fand am 11. Mai 2008 statt. Titelverteidiger war der deutsche Verein THW Kiel. In den Finalspielen zwischen dem THW Kiel und BM Ciudad Real setzte sich der spanische Verein Ciudad Real durch und konnte damit denn zweiten Champions League Titel gewinnen.

## Modus
Qualifikation: Die Qualifikation wurde im K.-o.-System mit Hin- und Rückspiel gespielt. Der Gewinner jeder Partie zogen in die Gruppenphase ein. Die ausscheidenden Teams zogen in die 2. Runde des EHF-Pokal 07/08 ein.
Gruppenphase: Es gab acht Gruppen mit je vier Mannschaften. In einer Gruppe spielte jeder gegen jeden ein Hin- und Rückspiel; die jeweils zwei Gruppenbesten erreichten die 2. Gruppenphase. Die jeweiligen Gruppendritten zogen in das Achtelfinale des EHF-Europapokal der Pokalsieger 2007/08 ein.
2. Gruppenphase: Es gab vier Gruppen mit je vier Mannschaften. In einer Gruppe spielte jeder gegen jeden ein Hin- und Rückspiel; die Gruppenbesten erreichten das Halbfinale.
Halbfinale: Das Halbfinale wurde im K.-o.-System mit Hin- und Rückspiel gespielt. Der Gewinner jeder Partie zog in das Finale ein.
Finale: Das Finale wurde im K.-o.-System mit Hin- und Rückspiel gespielt. Der Gewinner der Partie war EHF Champions-League-Sieger der Saison 2007/08.

## Qualifikation

### Qualifizierte Teams
Der FC Barcelona war teilnahmeberechtigt, da der Luxemburger Meister Handball Esch verzichtete.

Viborg HK war teilnahmeberechtigt, da der Griechische Meister A.C. Athen verzichtete.

Für die Qualifikation qualifiziert waren:
| Topf 1: - FC Barcelona (4. Spanische Liga) - Viborg HK (2. Dänische Liga) - HCM Constanța (1. Rumänische Liga) - RK Vardar Skopje (1. Mazedonische Liga) | Topf 2: - Valur Reykjavík (1. Isländische Liga) - Italgest Casarano (1. Italienische Liga) - Drammen HK (1. Norwegische Liga) - RK Roter Stern Belgrad (1. Serbische Liga) |

| Topf 3: - VŠĮ Panevėžys (1. Litauische Liga) - HK Meschkow Brest (1. Belarussische Liga) - A1 Bregenz (1. Österreichische Liga) - SPE Strovolos (1. Zypriotische Liga) | Topf 4: - Beşiktaş JK Istanbul (1. Türkische Liga) - KV Sasja HC (1. Belgische Liga) - Põlva Serviti (1. Estnische Liga) - Braga Andebol SAD (1. Portugiesische Liga) |

### Ausgeloste Spiele und Ergebnisse
Die Auslosung der Qualifikation fand am 28. Juni 2007 um 11:00 Uhr (UTC+2) in Wien statt.
Es nahmen die 16 Mannschaften, die sich vorher für den Wettbewerb qualifiziert hatten, teil.
In der Qualifikation trafen Teams aus den Töpfen 1 und 4 aufeinander und Teams aus den Töpfen 2 und 3.
Die Hinspiele fanden am 29. August uns 1./2./7./8. September 2007 statt. Die Rückspiele fanden am 2./5./7./8./9. September 2007 statt.
| Mannschaft 1                    | Mannschaft 2                    | Hinspiel             | Rückspiel            | Gesamt  |
| ------------------------------- | ------------------------------- | -------------------- | -------------------- | ------- |
| Viborg HK Császár 16            | Beşiktaş JK Istanbul Parskov 9  | 29.08. Mi. 19:00 Uhr | 08.09. Sa. 14:00 Uhr | 80 : 45 |
| Viborg HK Császár 16            | Beşiktaş JK Istanbul Parskov 9  | 35 : 23 (19 : 10)    | 45 : 22 (22 : 12)    | 80 : 45 |
| Viborg HK Császár 16            | Beşiktaş JK Istanbul Parskov 9  | 1.100 Zuschauer      | 200 Zuschauer        | 80 : 45 |
| HCM Constanța Toma 10           | KV Sasja HC Kopljar 12          | 01.09. Sa. 18:00 Uhr | 02.09. So. 11:00 Uhr | 63 : 48 |
| HCM Constanța Toma 10           | KV Sasja HC Kopljar 12          | 31 : 26 (15 : 12)    | 32 : 22 (16 : 13)    | 63 : 48 |
| HCM Constanța Toma 10           | KV Sasja HC Kopljar 12          | 1.000 Zuschauer      | 900 Zuschauer        | 63 : 48 |
| Braga Andebol SAD Costa 14      | FC Barcelona Romero 15          | 29.08. Mi. 21:00 Uhr | 05.09. Mi. 20:00 Uhr | 54 : 65 |
| Braga Andebol SAD Costa 14      | FC Barcelona Romero 15          | 26 : 28 (13 : 13)    | 28 : 37 (20 : 18)    | 54 : 65 |
| Braga Andebol SAD Costa 14      | FC Barcelona Romero 15          | 2.600 Zuschauer      | 1.500 Zuschauer      | 54 : 65 |
| RK Vardar Skopje Rakcevic 11    | Põlva Serviti Patrail 22        | 02.09. So. 19:00 Uhr | 09.09. So. 17:00 Uhr | 67 : 52 |
| RK Vardar Skopje Rakcevic 11    | Põlva Serviti Patrail 22        | 37 : 22 (18 : 12)    | 30 : 30 (15 : 15)    | 67 : 52 |
| RK Vardar Skopje Rakcevic 11    | Põlva Serviti Patrail 22        | 2.000 Zuschauer      | 700 Zuschauer        | 67 : 52 |
| VŠĮ Panevėžys Cuplinskas 7      | Valur Reykjavík Porsteinsson 19 | 07.09. Fr. 18:30 Uhr | 08.09. Sa. 17:30 Uhr | 43 : 61 |
| VŠĮ Panevėžys Cuplinskas 7      | Valur Reykjavík Porsteinsson 19 | 19 : 28 (08 : 12)    | 24 : 33 (12 : 14)    | 43 : 61 |
| VŠĮ Panevėžys Cuplinskas 7      | Valur Reykjavík Porsteinsson 19 | 600 Zuschauer        | 400 Zuschauer        | 43 : 61 |
| Italgest Casarano Ivancic 15    | A1 Bregenz Hojc 15              | 02.09. So. 20:00 Uhr | 07.09. Fr. 20:15 Uhr | 57 : 67 |
| Italgest Casarano Ivancic 15    | A1 Bregenz Hojc 15              | 28 : 31 (08 : 16)    | 29 : 36 (15 : 17)    | 57 : 67 |
| Italgest Casarano Ivancic 15    | A1 Bregenz Hojc 15              | 700 Zuschauer        | 1.700 Zuschauer      | 57 : 67 |
| RK Roter Stern Belgrad Maksic 9 | HK Meschkow Brest Zelinskiy 14  | 08.09. Sa. 16:30 Uhr | 09.09. So. 16:30 Uhr | 53 : 71 |
| RK Roter Stern Belgrad Maksic 9 | HK Meschkow Brest Zelinskiy 14  | 25 : 33 (14 : 14)    | 28 : 38 (14 : 18)    | 53 : 71 |
| RK Roter Stern Belgrad Maksic 9 | HK Meschkow Brest Zelinskiy 14  | 3.400 Zuschauer      | 3.600 Zuschauer      | 53 : 71 |
| SPE Strovolos Tosic 11          | Drammen HK Solberg 14           | 01.09. Sa. 18:00 Uhr | 09.09. So. 19:00 Uhr | 53 : 68 |
| SPE Strovolos Tosic 11          | Drammen HK Solberg 14           | 26 : 38 (14 : 22)    | 27 : 30 (13 : 15)    | 53 : 68 |
| SPE Strovolos Tosic 11          | Drammen HK Solberg 14           | 300 Zuschauer        | 950 Zuschauer        | 53 : 68 |

## Gruppenphase
Die Auslosung der Gruppenphase fand am 28. Juni 2007 um 11:00 Uhr (UTC+2) in Wien statt.
Es nahmen die 8 Sieger der Qualifikation und die 24 Mannschaften, die sich vorher für den Wettbewerb qualifiziert hatten, teil.

### Qualifizierte Teams
| Topf 1: - THW Kiel (1. Deutsche Liga) - BM Ciudad Real (1. Spanische Liga) - SC Szeged (1. Ungarische Liga) - RK Celje (1. Slowenische Liga) - US Ivry HB (1. Französische Liga) - GOG Svendborg TGI (1. Dänische Liga) - Medwedi Tschechow (1. Russische Liga) - RK Zagreb (1. Kroatische Liga) | Topf 2: - SDC San Antonio (2. Spanische Liga) - HSV Hamburg (2. Deutsche Liga) - KC Veszprém (2. Ungarische Liga) - RK Velenje (2. Slowenische Liga) - Montpellier HB (2. Französische Liga) - Sarja Kaspija Astrachan (2. Russische Liga) - Ademar León (3. Spanische Liga) - SG Flensburg-Handewitt (3. Deutsche Liga) |

| Topf 3: - VfL Gummersbach (4. Deutsche Liga) - STR Saporischschja (1. Ukrainische Liga) - Hammarby IF (1. Schwedische Liga) - Tatran Prešov (1. Slowakische Liga) - HC Bosna Sarajevo (1. Bosnische Liga) - HC Baník Karviná (1. Tschechische Liga) - Zagłębie Lubin (1. Polnische Liga) - Kadetten Schaffhausen (1. Schweizer Liga) | Topf 4: - FC Barcelona (Sieger Qualifikation) - Viborg HK (Sieger Qualifikation) - HCM Constanța (Sieger Qualifikation) - RK Vardar Skopje (Sieger Qualifikation) - Valur Reykjavík (Sieger Qualifikation) - Drammen HK (Sieger Qualifikation) - HK Meschkow Brest (Sieger Qualifikation) - A1 Bregenz (Sieger Qualifikation) |

### Gruppen
| Gruppe A US Ivry HB Sarja Kaspija Astrachan HC Baník Karviná FC Barcelona | Gruppe B THW Kiel Montpellier HB Hammarby IF HCM Constanța    | Gruppe C RK Zagreb Ademar León Kadetten Schaffhausen RK Vardar Skopje    | Gruppe D GOG Svendborg TGI SDC San Antonio Tatran Prešov A1 Bregenz |
| Gruppe E Medwedi Tschechow HSV Hamburg STR Saporischschja Viborg HK       | Gruppe F RK Celje KC Veszprém VfL Gummersbach Valur Reykjavík | Gruppe G BM Ciudad Real SG Flensburg-Handewitt Zagłębie Lubin Drammen HK | Gruppe H SC Szeged RK Velenje HC Bosna Sarajevo HK Meschkow Brest   |

### Entscheidungen
|  | Teilnahme an der 2. Gruppenphase                          |
|  | Teilnahme am Achtelfinale des Europapokal der Pokalsieger |

### Gruppe A
| Pl. | Mannschaft              | Sp. | S | U | N | T   | GT  | Diff | Pkt     |
| --- | ----------------------- | --- | - | - | - | --- | --- | ---- | ------- |
| 1.  | FC Barcelona            | 6   | 6 | 0 | 0 | 206 | 155 | + 51 | 12 : 0  |
| 2.  | US Ivry Handball        | 6   | 3 | 0 | 3 | 170 | 172 | − 02 | 06 : 06 |
| 3.  | Sarja Kaspija Astrachan | 6   | 2 | 1 | 3 | 172 | 170 | + 02 | 05 : 07 |
| 4.  | HC Baník Karviná        | 6   | 0 | 1 | 5 | 140 | 191 | − 51 | 01 : 11 |

| 28. September 2007, Fr. 17:00 Uhr in Tschechow | 1.400 Zuschauer Spielbericht | Sarja Kaspija Astrachan Kainarow 8  | 29 : 22 (15 : 11) | US Ivry Handball 5 Buchmann            |
| 29. September 2007, Sa. 10:30 Uhr in Karviná   | 1.500 Zuschauer Spielbericht | HC Baník Karviná Indjic 4           | 20 : 35 (12 : 18) | FC Barcelona 7 Nøddesbo                |
| 4. Oktober 2007, Do. 20:30 Uhr in Barcelona    | 2.000 Zuschauer Spielbericht | FC Barcelona Romero 9               | 34 : 27 (17 : 13) | Sarja Kaspija Astrachan 7 Grigorjew    |
| 7. Oktober 2007, So. 18:00 Uhr in Paris        | 1.300 Zuschauer Spielbericht | US Ivry Handball Abalo 8            | 32 : 22 (16 : 11) | HC Baník Karviná 6 Heinz               |
| 11. Oktober 2007, Do. 17:00 Uhr in Tschechow   | 1.400 Zuschauer Spielbericht | Sarja Kaspija Astrachan Slatchev 7  | 32 : 25 (18 : 14) | HC Baník Karviná 7 Heinz               |
| 11. Oktober 2007, Do. 20:30 Uhr in Barcelona   | 3.000 Zuschauer Spielbericht | FC Barcelona Romero 10              | 34 : 26 (19 : 13) | US Ivry Handball 8 Abalo               |
| 8. November 2007, Do. 17:00 Uhr in Tschechow   | 1.500 Zuschauer Spielbericht | Sarja Kaspija Astrachan Slatchev 10 | 30 : 31 (14 : 17) | FC Barcelona 10 Romero                 |
| 11. November 2007, So. 10:30 Uhr in Karviná    | 1.200 Zuschauer Spielbericht | HC Baník Karviná Indjic 5           | 26 : 27 (14 : 17) | US Ivry Handball 7 Abalo               |
| 17. November 2007, Sa. 16:30 Uhr in Barcelona  | 2.000 Zuschauer Spielbericht | FC Barcelona Nøddesbo 6             | 43 : 25 (22 : 14) | HC Baník Karviná 7 Heinz               |
| 18. November 2007, So. 19:00 Uhr in Paris      | 1.500 Zuschauer Spielbericht | US Ivry Handball Abalo 9            | 36 : 32 (18 : 15) | Sarja Kaspija Astrachan 10 Slatchev    |
| 25. November 2007, So. 10:30 Uhr in Karviná    | 1.000 Zuschauer Spielbericht | HC Baník Karviná Kuzo 6             | 22 : 22 (11 : 10) | Sarja Kaspija Astrachan 10 Predybailow |
| 25. November 2007, So. 19:00 Uhr in Paris      | 1.000 Zuschauer Spielbericht | US Ivry Handball Abalo 6            | 27 : 29 (14 : 12) | FC Barcelona 8 Rocas                   |

### Gruppe B
| Pl. | Mannschaft     | Sp. | S | U | N | T   | GT  | Diff | Pkt     |
| --- | -------------- | --- | - | - | - | --- | --- | ---- | ------- |
| 1.  | THW Kiel       | 6   | 6 | 0 | 0 | 210 | 169 | + 41 | 12 : 0  |
| 2.  | Montpellier HB | 6   | 4 | 0 | 2 | 183 | 169 | + 14 | 08 : 04 |
| 3.  | Hammarby IF    | 6   | 1 | 0 | 5 | 184 | 199 | − 15 | 02 : 10 |
| 4.  | HCM Constanța  | 6   | 1 | 0 | 5 | 152 | 192 | − 40 | 02 : 10 |

| 29. September 2007, Sa. 19:15 Uhr in Montpellier | 2.700 Zuschauer Spielbericht  | Montpellier HB Bojinović 11 | 32 : 34 (12 : 20) | THW Kiel 7 Kavtičnik       |
| 30. September 2007, So. 18:10 Uhr in Stockholm   | 1.200 Zuschauer Spielbericht  | Hammarby IF Grundsten 9     | 33 : 25 (18 : 14) | HCM Constanța 8 Toma       |
| 7. Oktober 2007, So. 11:00 Uhr in Constanța      | 1.000 Zuschauer Spielbericht  | HCM Constanța Toma 7        | 23 : 28 (11 : 15) | Montpellier HB 5 Bojinović |
| 7. Oktober 2007, So. 18:45 Uhr in Kiel           | 10.250 Zuschauer Spielbericht | THW Kiel Ahlm 10            | 37 : 28 (17 : 13) | Hammarby IF 7 Grundsten    |
| 11. Oktober 2007, Do. 19:30 Uhr in Constanța     | 1.700 Zuschauer Spielbericht  | HCM Constanța Mureşan 5     | 25 : 29 (14 : 21) | THW Kiel 10 Szilágyi       |
| 14. Oktober 2007, So. 17:00 Uhr in Montpellier   | 2.500 Zuschauer Spielbericht  | Montpellier HB Hmam 9       | 31 : 29 (16 : 15) | Hammarby IF 6 Apelgren     |
| 8. November 2007, Do. 19:30 Uhr in Stockholm     | 7.900 Zuschauer Spielbericht  | Hammarby IF Larsson 8       | 36 : 40 (22 : 21) | THW Kiel 13 Ahlm           |
| 10. November 2007, Sa. 20:30 Uhr in Montpellier  | 3.000 Zuschauer Spielbericht  | Montpellier HB Bojinović 8  | 34 : 23 (17 : 10) | HCM Constanța 5 Hejtmánek  |
| 15. November 2007, Do. 19:15 Uhr in Kiel         | 10.250 Zuschauer Spielbericht | THW Kiel Andersson 7        | 32 : 24 (18 : 14) | Montpellier HB 8 Juříček   |
| 15. November 2007, Do. 19:30 Uhr in Constanța    | 1.000 Zuschauer Spielbericht  | HCM Constanța Toma 11       | 32 : 30 (14 : 10) | Hammarby IF 10 Johansson   |
| 22. November 2007, Do. 19:00 Uhr in Kiel         | 10.300 Zuschauer Spielbericht | THW Kiel Andersson 8        | 38 : 24 (15 : 08) | HCM Constanța 5 Csepreghi  |
| 22. November 2007, Do. 19:10 Uhr in Stockholm    | 3.000 Zuschauer Spielbericht  | Hammarby IF Apelgren 11     | 28 : 34 (09 : 18) | Montpellier HB 7 Juříček   |

### Gruppe C
| Pl. | Mannschaft            | Sp. | S | U | N | T   | GT  | Diff | Pkt     |
| --- | --------------------- | --- | - | - | - | --- | --- | ---- | ------- |
| 1.  | Ademar León           | 6   | 4 | 1 | 1 | 171 | 159 | + 12 | 09 : 03 |
| 2.  | RK Zagreb             | 6   | 2 | 1 | 3 | 169 | 167 | + 02 | 05 : 07 |
| 3.  | Kadetten Schaffhausen | 6   | 2 | 1 | 3 | 179 | 174 | + 05 | 05 : 07 |
| 4.  | RK Vardar Skopje      | 6   | 2 | 1 | 3 | 161 | 180 | − 19 | 05 : 07 |

| 26. September 2007, Mi. 21:00 Uhr in León   | 5.100 Zuschauer Spielbericht | Ademar León Straňovský 9         | 29 : 25 (14 : 11) | RK Zagreb 11 Lazarov              |
| 29. September 2007, Sa. 18:00 Uhr in Skopje | 1.300 Zuschauer Spielbericht | RK Vardar Skopje Pribak 11       | 27 : 26 (14 : 11) | Kadetten Schaffhausen 5 Jurcă     |
| 6. Oktober 2007, Sa. 18:15 Uhr in Zürich    | 1.100 Zuschauer Spielbericht | Kadetten Schaffhausen Liniger 12 | 29 : 29 (18 : 15) | Ademar León 8 Jakobsen            |
| 7. Oktober 2007, So. 17:45 Uhr in Zagreb    | 4.000 Zuschauer Spielbericht | RK Zagreb Vukić 7                | 28 : 28 (10 : 16) | RK Vardar Skopje 6 Pribak         |
| 10. Oktober 2007, Mi. 21:00 Uhr in León     | 4.000 Zuschauer Spielbericht | Ademar León Kriwoschlykow 7      | 28 : 21 (15 : 07) | RK Vardar Skopje 4 Alushovski     |
| 13. Oktober 2007, Sa. 18:15 Uhr in Zürich   | 1.500 Zuschauer Spielbericht | Kadetten Schaffhausen Liniger 6  | 31 : 27 (14 : 17) | RK Zagreb 10 Lazarov              |
| 7. November 2007, Mi. 21:00 Uhr in León     | 3.500 Zuschauer Spielbericht | Ademar León Sarmiento 6          | 31 : 30 (18 : 11) | Kadetten Schaffhausen 8 Liniger   |
| 10. November 2007, Sa. 17:45 Uhr in Skopje  | 1.600 Zuschauer Spielbericht | RK Vardar Skopje Alushovski 5    | 26 : 34 (12 : 16) | RK Zagreb 9 Džomba                |
| 17. November 2007, Sa. 18:15 Uhr in Zürich  | 1.500 Zuschauer Spielbericht | Kadetten Schaffhausen Liniger 10 | 36 : 30 (19 : 15) | RK Vardar Skopje 8 Pribak         |
| 18. November 2007, So. 17:45 Uhr in Zagreb  | 7.000 Zuschauer Spielbericht | RK Zagreb Vori 8                 | 25 : 26 (15 : 12) | Ademar León 6 Jakobsen            |
| 24. November 2007, Sa. 17:45 Uhr in Skopje  | 1.000 Zuschauer Spielbericht | RK Vardar Skopje Jović 6         | 29 : 28 (16 : 11) | Ademar León 12 Straňovský         |
| 25. November 2007, So. 17:45 Uhr in Zagreb  | 7.000 Zuschauer Spielbericht | RK Zagreb Lazarov 11             | 30 : 27 (14 : 10) | Kadetten Schaffhausen 4 Hrachovec |

### Gruppe D
| Pl. | Mannschaft        | Sp. | S | U | N | T   | GT  | Diff | Pkt     |
| --- | ----------------- | --- | - | - | - | --- | --- | ---- | ------- |
| 1.  | SDC San Antonio   | 6   | 4 | 2 | 0 | 203 | 170 | + 33 | 10 : 02 |
| 2.  | GOG Svendborg TGI | 6   | 3 | 2 | 1 | 196 | 181 | + 15 | 08 : 04 |
| 3.  | Tatran Prešov     | 6   | 1 | 1 | 4 | 182 | 211 | − 29 | 03 : 09 |
| 4.  | A1 Bregenz        | 6   | 1 | 1 | 4 | 172 | 191 | − 19 | 03 : 09 |

| 26. September 2007, Mi. 20:30 Uhr in Pamplona | 1.500 Zuschauer Spielbericht | SDC San Antonio Ruesga 6         | 28 : 28 (14 : 13) | GOG Svendborg TGI 7 Petersen     |
| 29. September 2007, Sa. 17:30 Uhr in Prešov   | 1.200 Zuschauer Spielbericht | Tatran Prešov Hunady 9           | 31 : 26 (15 : 12) | A1 Bregenz 5 Hojc                |
| 6. Oktober 2007, Sa. 20:20 Uhr in Bregenz     | 2.000 Zuschauer Spielbericht | A1 Bregenz Hojc 12               | 29 : 37 (16 : 23) | SDC San Antonio 10 Ruesga        |
| 7. Oktober 2007, So. 15:50 Uhr in Gudme       | 850 Zuschauer Spielbericht   | GOG Svendborg TGI Hansen 12      | 42 : 32 (22 : 16) | Tatran Prešov 7 Kozlov           |
| 10. Oktober 2007, Mi. 20:30 Uhr in Pamplona   | 2.200 Zuschauer Spielbericht | SDC San Antonio Malmagro 10      | 40 : 29 (20 : 14) | Tatran Prešov 8 Radcenko         |
| 13. Oktober 2007, Sa. 20:20 Uhr in Bregenz    | 1.800 Zuschauer Spielbericht | A1 Bregenz Schlinger 10          | 32 : 26 (14 : 15) | GOG Svendborg TGI 8 Hansen       |
| 7. November 2007, Mi. 20:30 Uhr in Pamplona   | 1.300 Zuschauer Spielbericht | SDC San Antonio Ruesga 6         | 34 : 26 (20 : 13) | A1 Bregenz 11 Schlinger          |
| 10. November 2007, Sa. 17:30 Uhr in Prešov    | 1.500 Zuschauer Spielbericht | Tatran Prešov Kozlov 8           | 31 : 38 (16 : 16) | GOG Svendborg TGI 8 Hallgrímsson |
| 14. November 2007, Mi. 22:02 Uhr in Odense    | 2.600 Zuschauer Spielbericht | GOG Svendborg TGI Hallgrímsson 7 | 29 : 29 (14 : 16) | SDC San Antonio 6 Malmagro       |
| 16. November 2007, Fr. 20:20 Uhr in Bregenz   | 1.800 Zuschauer Spielbericht | A1 Bregenz Hojc 7                | 30 : 30 (14 : 19) | Tatran Prešov 10 Kozlov          |
| 24. November 2007, Sa. 17:30 Uhr in Prešov    | 1.500 Zuschauer Spielbericht | Tatran Prešov Kozlov 8           | 29 : 35 (17 : 16) | SDC San Antonio 7 Nikolić        |
| 25. November 2007, So. 15:50 Uhr in Gudme     | 900 Zuschauer Spielbericht   | GOG Svendborg TGI Svensson 6     | 33 : 29 (15 : 12) | A1 Bregenz 10 Schlinger          |

### Gruppe E
| Pl. | Mannschaft         | Sp. | S | U | N | T   | GT  | Diff | Pkt     |
| --- | ------------------ | --- | - | - | - | --- | --- | ---- | ------- |
| 1.  | HSV Hamburg        | 6   | 5 | 1 | 0 | 192 | 159 | + 33 | 11 :01  |
| 2.  | Medwedi Tschechow  | 6   | 4 | 1 | 1 | 186 | 155 | + 31 | 09 : 03 |
| 3.  | STR Saporischschja | 6   | 1 | 0 | 5 | 144 | 178 | − 34 | 02 : 10 |
| 4.  | Viborg HK A/S      | 6   | 1 | 0 | 5 | 161 | 191 | − 30 | 02 : 10 |

| 27. September 2007, Do. 18:30 Uhr in Hamburg        | 2.400 Zuschauer Spielbericht | HSV Hamburg Yoon 8                | 35 : 26 (20 : 14) | Viborg HK A/S 6 Aagaard          |
| 30. September 2007, So. 17:00 Uhr in Saporischschja | 1.500 Zuschauer Spielbericht | STR Saporischschja Onufrijenko 5  | 20 : 32 (12 : 16) | Medwedi Tschechow 5 Tschipurin   |
| 5. Oktober 2007, Fr. 19:00 Uhr in Tschechow         | 3.500 Zuschauer Spielbericht | Medwedi Tschechow Iwanow 6        | 26 : 29 (11 : 15) | HSV Hamburg 8 Hens               |
| 6. Oktober 2007, Sa. 14:15 Uhr in Viborg            | 900 Zuschauer Spielbericht   | Viborg HK A/S Császár 7           | 29 : 23 (16 : 12) | STR Saporischschja 8 Pedan       |
| 13. Oktober 2007, Sa. 16:15 Uhr in Viborg           | 1.500 Zuschauer Spielbericht | Viborg HK A/S Császár 5           | 28 : 32 (14 : 16) | Medwedi Tschechow 6 Tschipurin   |
| 14. Oktober 2007, So. 17:00 Uhr in Saporischschja   | 1.800 Zuschauer Spielbericht | STR Saporischschja Onufrijenko 8  | 24 : 28 (14 : 15) | HSV Hamburg 5 Lindberg           |
| 10. November 2007, Sa. 17:45 Uhr in Hamburg         | 3.200 Zuschauer Spielbericht | HSV Hamburg Hens 9                | 32 : 32 (16 : 16) | Medwedi Tschechow 11 Igropulo    |
| 11. November 2007, So. 17:00 Uhr in Saporischschja  | 1.000 Zuschauer Spielbericht | STR Saporischschja Onufrijenko 12 | 35 : 23 (14 : 10) | Viborg HK A/S 7 Császár          |
| 16. November 2007, Fr. 19:00 Uhr in Tschechow       | 2.800 Zuschauer Spielbericht | Medwedi Tschechow Igropulo 8      | 28 : 19 (12 : 08) | STR Saporischschja 5 Pedan       |
| 17. November 2007, Sa. 16:15 Uhr in Viborg          | 1.700 Zuschauer Spielbericht | Viborg HK A/S Császár 7           | 28 : 30 (15 : 13) | HSV Hamburg 8 Yoon               |
| 23. November 2007, Fr. 18:15 Uhr in Tschechow       | 3.000 Zuschauer Spielbericht | Medwedi Tschechow Igropulo 8      | 36 : 27 (19 : 13) | Viborg HK A/S 7 Pedersen         |
| 25. November 2007, So. 16:00 Uhr in Hamburg         | 2.600 Zuschauer Spielbericht | HSV Hamburg Lindberg 7            | 38 : 23 (20 : 07) | STR Saporischschja 7 Onufrijenko |

### Gruppe F
| Pl. | Mannschaft      | Sp. | S | U | N | T   | GT  | Diff | Pkt     |
| --- | --------------- | --- | - | - | - | --- | --- | ---- | ------- |
| 1.  | VfL Gummersbach | 6   | 4 | 1 | 1 | 193 | 167 | + 26 | 09 : 03 |
| 2.  | RK Celje        | 6   | 3 | 1 | 2 | 170 | 159 | + 11 | 07 : 05 |
| 3.  | KC Veszprém     | 6   | 2 | 2 | 2 | 184 | 171 | + 13 | 06 : 06 |
| 4.  | Valur Reykjavík | 6   | 1 | 0 | 5 | 151 | 201 | − 50 | 02 : 10 |

| 28. September 2007, Fr. 19:30 Uhr in Reykjavík | 800 Zuschauer Spielbericht   | Valur Reykjavík Fridriksson 5  | 24 : 33 (10 : 19) | VfL Gummersbach 7 Ilić          |
| 29. September 2007, Sa. 16:15 Uhr in Veszprém  | 1.800 Zuschauer Spielbericht | KC Veszprém Vujin 7            | 24 : 24 (14 : 11) | RK Celje 5 Kozlina              |
| 6. Oktober 2007, Sa. 17:00 Uhr in Köln         | 2.300 Zuschauer Spielbericht | VfL Gummersbach Gunnarsson 7   | 32 : 30 (18 : 16) | KC Veszprém 9 Iváncsik          |
| 6. Oktober 2007, Sa. 17:15 Uhr in Celje        | 2.800 Zuschauer Spielbericht | RK Celje Sulić 10              | 34 : 24 (19 : 13) | Valur Reykjavík 6 Fridriksson   |
| 13. Oktober 2007, Sa. 16:15 Uhr in Veszprém    | 1.600 Zuschauer Spielbericht | KC Veszprém Cozma 10           | 41 : 28 (20 : 12) | Valur Reykjavík 10 Porsteinsson |
| 14. Oktober 2007, So. 18:00 Uhr in Köln        | 2.500 Zuschauer Spielbericht | VfL Gummersbach Pungartnik 11  | 32 : 28 (15 : 12) | RK Celje 10 Kokscharow          |
| 10. November 2007, Sa. 16:15 Uhr in Veszprém   | 2.000 Zuschauer Spielbericht | KC Veszprém Šešum 9            | 35 : 35 (20 : 16) | VfL Gummersbach 8 Gunnarsson    |
| 11. November 2007, So. 17:30 Uhr in Reykjavík  | 400 Zuschauer Spielbericht   | Valur Reykjavík Gunnarsson 9   | 29 : 28 (15 : 14) | RK Celje 5 Terzić               |
| 18. November 2007, So. 15:30 Uhr in Köln       | 3.200 Zuschauer Spielbericht | VfL Gummersbach Zrnić 9        | 34 : 22 (16 : 10) | Valur Reykjavík 7 Gunnarsson    |
| 18. November 2007, So. 17:15 Uhr in Celje      | 5.200 Zuschauer Spielbericht | RK Celje Kozlina 6             | 28 : 23 (15 : 14) | KC Veszprém 7 Šešum             |
| 22. November 2007, Do. 20:00 Uhr in Reykjavík  | 500 Zuschauer Spielbericht   | Valur Reykjavík Porsteinsson 6 | 24 : 31 (14 : 14) | KC Veszprém 9 Šešum             |
| 24. November 2007, Sa. 17:15 Uhr in Celje      | 5.900 Zuschauer Spielbericht | RK Celje Kokscharow 6          | 28 : 27 (12 : 14) | VfL Gummersbach 9 Ilić          |

### Gruppe G
| Pl. | Mannschaft             | Sp. | S | U | N | T   | GT  | Diff | Pkt     |
| --- | ---------------------- | --- | - | - | - | --- | --- | ---- | ------- |
| 1.  | BM Ciudad Real         | 6   | 6 | 0 | 0 | 213 | 153 | + 60 | 12 : 0  |
| 2.  | SG Flensburg-Handewitt | 6   | 3 | 0 | 3 | 179 | 173 | + 06 | 06 : 06 |
| 3.  | Drammen HK             | 6   | 1 | 1 | 4 | 181 | 200 | − 19 | 03 : 09 |
| 4.  | Zagłębie Lubin         | 6   | 1 | 1 | 4 | 161 | 208 | − 47 | 03 : 09 |

| 27. September 2007, Do. 20:15 Uhr in Flensburg  | 6.200 Zuschauer Spielbericht | SG Flensburg-Handewitt Mogensen 5            | 26 : 34 (14 : 13) | BM Ciudad Real 5 Entrerríos R.               |
| 28. September 2007, Fr. 20:00 Uhr in Głogów     | 1.500 Zuschauer Spielbericht | Zagłębie Lubin Kubisztal 10                  | 31 : 32 (16 : 14) | Drammen HK 8 Hagen                           |
| 3. Oktober 2007, Mi. 20:45 Uhr in Ciudad Real   | 2.000 Zuschauer Spielbericht | BM Ciudad Real Hjermind 6                    | 40 : 25 (18 : 13) | Zagłębie Lubin 4 Kozłowski                   |
| 6. Oktober 2007, Sa. 18:15 Uhr in Drammen       | 2.100 Zuschauer Spielbericht | Drammen HK Hagen 9                           | 30 : 33 (15 : 18) | SG Flensburg-Handewitt 8 Knudsen Vestergaard |
| 11. Oktober 2007, Do. 19:15 Uhr in Flensburg    | 5.800 Zuschauer Spielbericht | SG Flensburg-Handewitt Knudsen Vestergaard 6 | 32 : 33 (15 : 14) | Zagłębie Lubin 7 Kozłowski                   |
| 14. Oktober 2007, So. 19:15 Uhr in Drammen      | 1.800 Zuschauer Spielbericht | Drammen HK Andersen 5                        | 23 : 29 (13 : 14) | BM Ciudad Real 7 Laen                        |
| 8. November 2007, Do. 18:00 Uhr in Głogów       | 1.300 Zuschauer Spielbericht | Zagłębie Lubin Kubisztal 5                   | 20 : 37 (09 : 19) | BM Ciudad Real 9 Stefánsson                  |
| 11. November 2007, So. 18:30 Uhr in Flensburg   | 6.300 Zuschauer Spielbericht | SG Flensburg-Handewitt Jensen 8              | 30 : 28 (14 : 16) | Drammen HK 9 Hansen                          |
| 14. November 2007, Mi. 20:45 Uhr in Ciudad Real | 3.000 Zuschauer Spielbericht | BM Ciudad Real Entrerríos R. 6               | 29 : 24 (16 : 15) | SG Flensburg-Handewitt 5 Eggert Jensen       |
| 15. November 2007, Do. 19:00 Uhr in Drammen     | 1.200 Zuschauer Spielbericht | Drammen HK Hagen 10                          | 33 : 33 (19 : 15) | Zagłębie Lubin 9 Kubisztal                   |
| 21. November 2007, Mi. 20:45 Uhr in Ciudad Real | 3.500 Zuschauer Spielbericht | BM Ciudad Real Rutenka 9                     | 44 : 35 (22 : 18) | Drammen HK 6 Hykkerud                        |
| 22. November 2007, Do. 20:30 Uhr in Głogów      | 1.500 Zuschauer Spielbericht | Zagłębie Lubin Górniak 7                     | 19 : 34 (08 : 18) | SG Flensburg-Handewitt 9 Christiansen        |

### Gruppe H
| Pl. | Mannschaft        | Sp. | S | U | N | T   | GT  | Diff | Pkt     |
| --- | ----------------- | --- | - | - | - | --- | --- | ---- | ------- |
| 1.  | SC Szeged         | 6   | 6 | 0 | 0 | 192 | 134 | + 58 | 12 : 0  |
| 2.  | RK Velenje        | 6   | 4 | 0 | 2 | 173 | 169 | + 04 | 08 : 04 |
| 3.  | RK Bosna Sarajevo | 6   | 1 | 0 | 5 | 152 | 186 | − 34 | 02 : 10 |
| 4.  | HK Meschkow Brest | 6   | 1 | 0 | 5 | 154 | 182 | − 28 | 02 : 10 |

| 30. September 2007, So. 16:00 Uhr in Sarajevo | 4.000 Zuschauer Spielbericht | RK Bosna Sarajevo Kapisoda 10   | 28 : 20 (13 : 09) | HK Meschkow Brest 3 Hramyka   |
| 3. Oktober 2007, Mi. 18:15 Uhr in Velenje     | 1.000 Zuschauer Spielbericht | RK Velenje Vuković 7            | 17 : 29 (04 : 14) | SC Szeged 7 Anđelković        |
| 5. Oktober 2007, Fr. 18:00 Uhr in Brest       | 2.100 Zuschauer Spielbericht | HK Meschkow Brest Mochalov 8    | 30 : 36 (14 : 17) | RK Velenje 9 Dobelšek         |
| 7. Oktober 2007, So. 17:15 Uhr in Szeged      | 3.000 Zuschauer Spielbericht | SC Szeged Anđelković 8          | 39 : 24 (15 : 10) | RK Bosna Sarajevo 6 Kapisoda  |
| 13. Oktober 2007, Sa. 17:15 Uhr in Velenje    | 2.000 Zuschauer Spielbericht | RK Velenje Dobelšek 8           | 30 : 27 (18 : 12) | RK Bosna Sarajevo 6 Harmandic |
| 14. Oktober 2007, So. 16:30 Uhr in Brest      | 3.300 Zuschauer Spielbericht | HK Meschkow Brest Mochalov 10   | 22 : 24 (12 : 14) | SC Szeged 7 Ghionea           |
| 10. November 2007, Sa. 17:15 Uhr in Velenje   | 1.000 Zuschauer Spielbericht | RK Velenje Řezníček 9           | 37 : 28 (19 : 13) | HK Meschkow Brest 10 Mochalov |
| 11. November 2007, So. 17:30 Uhr in Sarajevo  | 1.500 Zuschauer Spielbericht | RK Bosna Sarajevo Toromanovic 5 | 24 : 37 (08 : 19) | SC Szeged 7 Žvižej            |
| 17. November 2007, Sa. 16:15 Uhr in Szeged    | 2.500 Zuschauer Spielbericht | SC Szeged Žvižej 7              | 30 : 23 (14 : 11) | RK Velenje 5 Bashkin          |
| 17. November 2007, Sa. 16:30 Uhr in Brest     | 3.200 Zuschauer Spielbericht | HK Meschkow Brest Mochalov 9    | 30 : 24 (15 : 12) | RK Bosna Sarajevo 9 Kapisoda  |
| 24. November 2007, Sa. 16:15 Uhr in Szeged    | 3.000 Zuschauer Spielbericht | SC Szeged Anđelković 7          | 33 : 24 (12 : 09) | HK Meschkow Brest 7 Mochalov  |
| 25. November 2007, So. 16:00 Uhr in Sarajevo  | 2.000 Zuschauer Spielbericht | RK Bosna Sarajevo Kapisoda 9    | 25 : 30 (10 : 12) | RK Velenje 6 Bashkin          |

## 2. Gruppenphase
Die Auslosung der 2. Gruppenphase fand am 27. November 2007 um 11:00 Uhr (GMT+2) in Wien statt.
Es nahmen die 16 Erst- und Zweitplatzierten der Gruppenphase teil.

### Qualifizierte Teams
| Gruppen 1. FC Barcelona THW Kiel Ademar León SDC San Antonio HSV Hamburg VfL Gummersbach BM Ciudad Real SC Szeged | Gruppen 2. US Ivry HB Montpellier HB HC Croatia Zagreb GOG Svendborg TGI Medwedi Tschechow RK Celje SG Flensburg-Handewitt RK Velenje |

### Gruppen
| Gruppe 1 THW Kiel Ademar León US Ivry HB Medwedi Tschechow | Gruppe 2 VfL Gummersbach BM Ciudad Real Montpellier HB RK Velenje | Gruppe 3 SDC San Antonio HSV Hamburg RK Zagreb SG Flensburg-Handewitt | Gruppe 4 FC Barcelona SC Szeged GOG Svendborg TGI RK Celje |

### Entscheidungen
|  | Teilnahme am Halbfinale |

### Gruppe 1
| Pl. | Mannschaft        | Sp. | S | U | N | T   | GT  | Diff | Pkt     |
| --- | ----------------- | --- | - | - | - | --- | --- | ---- | ------- |
| 1.  | THW Kiel          | 6   | 5 | 0 | 1 | 191 | 160 | + 31 | 10 : 02 |
| 2.  | Medwedi Tschechow | 6   | 3 | 0 | 3 | 183 | 176 | + 07 | 06 : 06 |
| 3.  | CBM Ademar León   | 6   | 3 | 0 | 3 | 173 | 171 | + 02 | 06 : 06 |
| 4.  | US Ivry HB        | 6   | 1 | 0 | 5 | 173 | 213 | − 40 | 02 : 10 |

| 8. Februar 2008, Fr. 19:00 Uhr in Tschechow  | 3.500 Zuschauer Spielbericht  | Medwedi Tschechow Kowaljow 8          | 30 : 28 (17 : 15) | CBM Ademar León 7 Jakobsen    |
| 10. Februar 2008, So. 18:00 Uhr in Paris     | 1.600 Zuschauer Spielbericht  | US Ivry HB Guilbert 5                 | 25 : 39 (10 : 17) | THW Kiel 9 Jícha              |
| 16. Februar 2008, Sa. 17:30 Uhr in León      | 4.700 Zuschauer Spielbericht  | CBM Ademar León Castresana del Pozo 4 | 30 : 22 (14 : 11) | US Ivry HB 5 Abalo            |
| 17. Februar 2008, So. 16:30 Uhr in Kiel      | 10.300 Zuschauer Spielbericht | THW Kiel Karabatić 10                 | 28 : 25 (16 : 10) | Medwedi Tschechow 6 Dibirow   |
| 24. Februar 2008, So. 17:30 Uhr in León      | 6.000 Zuschauer Spielbericht  | CBM Ademar León Straňovský 10         | 28 : 24 (14 : 11) | THW Kiel 6 Ahlm               |
| 24. Februar 2008, So. 19:00 Uhr in Paris     | 1.500 Zuschauer Spielbericht  | US Ivry HB Hadjali 8                  | 29 : 34 (15 : 16) | Medwedi Tschechow 12 Igropulo |
| 28. Februar 2008, Do. 19:00 Uhr in Tschechow | 3.000 Zuschauer Spielbericht  | Medwedi Tschechow Tschipurin 6        | 26 : 32 (14 : 15) | THW Kiel 6 Karabatić          |
| 2. März 2008, So. 19:00 Uhr in Paris         | 1.300 Zuschauer Spielbericht  | US Ivry HB Guilbert 7                 | 36 : 33 (14 : 18) | CBM Ademar León 5 Laluska     |
| 6. März 2008, Do. 19:30 Uhr in Kiel          | 10.300 Zuschauer Spielbericht | THW Kiel Andersson 9                  | 36 : 30 (19 : 18) | US Ivry HB 9 Abalo            |
| 8. März 2008, Sa. 17:30 Uhr in León          | 6.000 Zuschauer Spielbericht  | CBM Ademar León Straňovský 10         | 28 : 27 (17 : 12) | Medwedi Tschechow 5 Igropulo  |
| 13. März 2008, Do. 19:00 Uhr in Tschechow    | 3.000 Zuschauer Spielbericht  | Medwedi Tschechow Tschipurin 10       | 41 : 31 (20 : 15) | US Ivry HB 7 Abalo            |
| 13. März 2008, Do. 19:15 Uhr in Kiel         | 10.300 Zuschauer Spielbericht | THW Kiel Andersson 7                  | 32 : 26 (18 : 14) | CBM Ademar León 9 Straňovský  |

### Gruppe 2
| Pl. | Mannschaft      | Sp. | S | U | N | T   | GT  | Diff | Pkt     |
| --- | --------------- | --- | - | - | - | --- | --- | ---- | ------- |
| 1.  | BM Ciudad Real  | 6   | 5 | 0 | 1 | 167 | 148 | + 19 | 10 : 02 |
| 2.  | VfL Gummersbach | 6   | 3 | 0 | 3 | 179 | 170 | + 09 | 06 : 06 |
| 3.  | Montpellier HB  | 6   | 3 | 0 | 3 | 175 | 179 | − 04 | 06 : 06 |
| 4.  | RK Velenje      | 6   | 1 | 0 | 5 | 156 | 180 | − 24 | 02 : 10 |

| 9. Februar 2008, Sa. 17:30 Uhr in Velenje      | 2.300 Zuschauer Spielbericht | RK Velenje Vuković 5         | 22 : 31 (11 : 15) | BM Ciudad Real 10 Rutenka      |
| 9. Februar 2008, Sa. 19:45 Uhr in Montpellier  | 3.500 Zuschauer Spielbericht | Montpellier HB Hmam 12       | 41 : 37 (22 : 18) | VfL Gummersbach 13 Pungartnik  |
| 16. Februar 2008, Sa. 16:00 Uhr in Köln        | 2.800 Zuschauer Spielbericht | VfL Gummersbach Sigurðsson 9 | 33 : 30 (16 : 12) | RK Velenje 9 Bashkin           |
| 17. Februar 2008, So. 18:00 Uhr in Ciudad Real | 3.600 Zuschauer Spielbericht | BM Ciudad Real Rutenka 6     | 27 : 24 (12 : 09) | Montpellier HB 8 Hmam          |
| 20. Februar 2008, Mi. 18:30 Uhr in Köln        | 4.700 Zuschauer Spielbericht | VfL Gummersbach Alvanos 8    | 27 : 28 (15 : 14) | BM Ciudad Real 7 Entrerríos R. |
| 23. Februar 2008, Sa. 17:30 Uhr in Velenje     | 1.400 Zuschauer Spielbericht | RK Velenje Sović 6           | 33 : 28 (14 : 14) | Montpellier HB 10 Bojinović    |
| 1. März 2008, Sa. 20:30 Uhr in Montpellier     | 3.000 Zuschauer Spielbericht | Montpellier HB Bojinović 7   | 28 : 26 (15 : 11) | BM Ciudad Real 7 Stefánsson    |
| 2. März 2008, So. 17:30 Uhr in Velenje         | 1.500 Zuschauer Spielbericht | RK Velenje Vuković 6         | 21 : 29 (11 : 12) | VfL Gummersbach 8 Alvanos      |
| 5. März 2008, Mi. 19:30 Uhr Gummersbach        | 2.100 Zuschauer Spielbericht | VfL Gummersbach Ilić 6       | 30 : 25 (15 : 09) | Montpellier HB 8 Bojinović     |
| 9. März 2008, So. 20:00 Uhr in Ciudad Real     | 4.200 Zuschauer Spielbericht | BM Ciudad Real Rutenka 7     | 30 : 24 (18 : 11) | RK Velenje 6 Kavaš             |
| 15. März 2008, Sa. 19:00 Uhr in Montpellier    | 1.500 Zuschauer Spielbericht | Montpellier HB Honrubia 7    | 29 : 26 (15 : 13) | RK Velenje 7 Mlakar            |
| 16. März 2008, So. 18:00 Uhr in Ciudad Real    | 5.500 Zuschauer Spielbericht | BM Ciudad Real Stefánsson 8  | 25 : 23 (08 : 12) | VfL Gummersbach 7 Gunnarsson   |

### Gruppe 3
| Pl. | Mannschaft             | Sp. | S | U | N | T   | GT  | Diff | Pkt     |
| --- | ---------------------- | --- | - | - | - | --- | --- | ---- | ------- |
| 1.  | HSV Hamburg            | 6   | 3 | 2 | 1 | 187 | 180 | + 7  | 08 : 04 |
| 2.  | SDC San Antonio        | 6   | 2 | 2 | 2 | 179 | 172 | + 7  | 06 : 06 |
| 3.  | HC Croatia Zagreb      | 6   | 3 | 0 | 3 | 171 | 178 | − 7  | 06 : 06 |
| 4.  | SG Flensburg-Handewitt | 6   | 1 | 2 | 3 | 176 | 183 | − 7  | 04 : 08 |

| 10. Februar 2008, So. 15:00 Uhr in Flensburg | 6.000 Zuschauer Spielbericht  | SG Flensburg-Handewitt Lacković 6      | 33 : 33 (17 : 13) | HSV Hamburg 6 G. Gille                 |
| 10. Februar 2008, So. 18:00 Uhr in Zagreb    | 7.500 Zuschauer Spielbericht  | HC Croatia Zagreb Lazarov 7            | 29 : 23 (15 : 12) | SDC San Antonio 6 Ruesga Pasarín       |
| 14. Februar 2008, Do. 19:30 Uhr in Hamburg   | 6.100 Zuschauer Spielbericht  | HSV Hamburg Jansen 8                   | 32 : 29 (16 : 11) | HC Croatia Zagreb 7 Vori               |
| 16. Februar 2008, Sa. 16:00 Uhr in Pamplona  | 2.000 Zuschauer Spielbericht  | SDC San Antonio Malmagro Viaña 9       | 30 : 22 (16 : 12) | SG Flensburg-Handewitt 6 Lacković      |
| 20. Februar 2008, Mi. 20:00 Uhr in Hamburg   | 7.200 Zuschauer Spielbericht  | HSV Hamburg Yoon 15                    | 32 : 29 (18 : 14) | SDC San Antonio 10 Malmagro Viaña      |
| 24. Februar 2008, So. 16:00 Uhr in Zagreb    | 7.500 Zuschauer Spielbericht  | HC Croatia Zagreb Lazarov 9            | 29 : 25 (12 : 15) | SG Flensburg-Handewitt 7 Lacković      |
| 2. März 2008, So. 16:30 Uhr in Flensburg     | 5.800 Zuschauer Spielbericht  | SG Flensburg-Handewitt Christiansen 9  | 30 : 30 (17 : 15) | SDC San Antonio 6 Kjelling             |
| 2. März 2008, So. 18:00 Uhr in Zagreb        | 7.000 Zuschauer Spielbericht  | HC Croatia Zagreb Džomba 7             | 27 : 26 (12 : 12) | HSV Hamburg 5 Bezerra de Menezes Souza |
| 8. März 2008, Sa. 15:05 Uhr in Hamburg       | 12.900 Zuschauer Spielbericht | HSV Hamburg Hens 6                     | 32 : 30 (20 : 14) | SG Flensburg-Handewitt 8 M. Lijewski   |
| 9. März 2008, So. 18:00 Uhr in Pamplona      | 2.500 Zuschauer Spielbericht  | SDC San Antonio Malmagro Viaña 7       | 35 : 27 (15 : 15) | HC Croatia Zagreb 6 Lazarov            |
| 15. März 2008, Sa. 18:00 Uhr in Pamplona     | 2.500 Zuschauer Spielbericht  | SDC San Antonio Malmagro Viaña 12      | 32 : 32 (15 : 14) | HSV Hamburg 11 Yoon                    |
| 16. März 2008, So. 17:30 Uhr in Flensburg    | 5.500 Zuschauer Spielbericht  | SG Flensburg-Handewitt Christiansen 11 | 36 : 29 (16 : 15) | HC Croatia Zagreb 13 Lazarov           |

### Gruppe 4
| Pl. | Mannschaft        | Sp. | S | U | N | T   | GT  | Diff | Pkt     |
| --- | ----------------- | --- | - | - | - | --- | --- | ---- | ------- |
| 1.  | FC Barcelona      | 6   | 4 | 0 | 2 | 194 | 174 | + 20 | 08 : 04 |
| 2.  | GOG Svendborg TGI | 6   | 3 | 1 | 2 | 184 | 184 | ± 0  | 07 : 05 |
| 3.  | SC Szeged         | 6   | 3 | 0 | 3 | 169 | 176 | − 07 | 06 : 06 |
| 4.  | RK Celje          | 6   | 1 | 1 | 4 | 172 | 185 | − 13 | 03 : 09 |

| 10. Februar 2008, So. 15:50 Uhr in Odense    | 2.300 Zuschauer Spielbericht | GOG Svendborg TGI Guðjónsson 7  | 35 : 33 (14 : 19) | FC Barcelona 8 Romero Fernández  |
| 10. Februar 2008, So. 17:15 Uhr in Celje     | 4.900 Zuschauer Spielbericht | RK Celje Kokscharow 8           | 35 : 30 (18 : 13) | SC Szeged 8 Ghionea              |
| 16. Februar 2008, Sa. 17:00 Uhr in Barcelona | 4.500 Zuschauer Spielbericht | FC Barcelona Romero Fernández 9 | 39 : 28 (20 : 11) | RK Celje 6 Kokscharow            |
| 17. Februar 2008, So. 15:50 Uhr in Szeged    | 3.500 Zuschauer Spielbericht | SC Szeged Žvižej 9              | 34 : 33 (15 : 19) | GOG Svendborg TGI 11 Hansen      |
| 23. Februar 2008, Sa. 16:15 Uhr in Szeged    | 3.200 Zuschauer Spielbericht | SC Szeged Krivokapić 7          | 28 : 33 (15 : 14) | FC Barcelona 10 Romero Fernández |
| 24. Februar 2008, So. 15:50 Uhr in Odense    | 2.100 Zuschauer Spielbericht | GOG Svendborg TGI Petersen 10   | 34 : 33 (18 : 18) | RK Celje 11 Kokscharow           |
| 1. März 2008, Sa. 17:00 Uhr in Celje         | 5.500 Zuschauer Spielbericht | RK Celje Špiler 5               | 27 : 32 (12 : 15) | FC Barcelona 8 Nagy              |
| 2. März 2008, So. 15:50 Uhr in Gudme         | 1.300 Zuschauer Spielbericht | GOG Svendborg TGI Hansen 7      | 28 : 25 (11 : 14) | SC Szeged 7 Bajus                |
| 8. März 2008, Sa. 16:30 Uhr in Barcelona     | 4.000 Zuschauer Spielbericht | FC Barcelona Nøddesbo 6         | 29 : 24 (16 : 11) | GOG Svendborg TGI 8 Petersen     |
| 8. März 2008, Sa. 17:15 Uhr in Szeged        | 3.500 Zuschauer Spielbericht | SC Szeged Ghionea 7             | 20 : 19 (08 : 07) | RK Celje 5 Kokscharow            |
| 15. März 2008, Sa. 16:30 Uhr in Barcelona    | 2.500 Zuschauer Spielbericht | FC Barcelona Rocas Comas 5      | 28 : 32 (13 : 16) | SC Szeged 10 Anđelković          |
| 16. März 2008, So. 15:50 Uhr in Celje        | 2.500 Zuschauer Spielbericht | RK Celje Kokscharow 7           | 30 : 30 (18 : 17) | GOG Svendborg TGI 6 Hansen       |

## Halbfinale

### Qualifizierte Teams
Für das Halbfinale qualifiziert waren:
| BM Ciudad Real THW Kiel FC Barcelona HSV Hamburg |

Die Auslosung des Halbfinales fand am 18. März 2008 um 11:00 Uhr (GMT+2) in Wien statt.
Die Hinspiele fanden am 6. April 2008 statt. Die Rückspiele fanden am 11./13. April 2008 statt.

### 1. Halbfinale
| Mannschaft 1   | Mannschaft 2 | Hinspiel             | Rückspiel            | Gesamt  |
| -------------- | ------------ | -------------------- | -------------------- | ------- |
| BM Ciudad Real | HSV Hamburg  | 06.04. So. 17:15 Uhr | 11.04. Fr. 19:15 Uhr | 60 : 59 |
| BM Ciudad Real | HSV Hamburg  | 34 : 27 (18 : 14)    | 26 : 32 (11 : 14)    | 60 : 59 |

 BM Ciudad Real – HSV Hamburg  34:27 (18:14)
6. April 2008 in Ciudad Real, Quijote Arena, 5.200 Zuschauer.
BM Ciudad Real: Hombrados, Sterbik – Rutenka (10), Stefánsson (9), Entrerríos (3), Källman  (2), Uríos Fonseca (2), Zorman (2), Davis Camara  (1), Dinart  (1), García Parrondo  (1), Laen (1), Morros de Argila (1), Pajovič  (1)
HSV Hamburg: Bitter, Sandström, Müller – Grimm  (6), G. Gille   (5), Hens   (5), Lindberg (3), B. Gille  (2), K. Lijewski (2), Yoon  (2), Schult (1), Ursic (1), Bezerra de Menezes Souza, Torgowanow
Schiedsrichter:  Miroslaw Baum und Marek Goralczyk
Quelle: Spielbericht
 HSV Hamburg – BM Ciudad Real  32:26 (14:11)
11. April 2008 in Hamburg, Color Line Arena, 13.000 Zuschauer.
HSV Hamburg: Bitter, Sandström, Müller – Hens (8), Lindberg (7), G. Gille (6), B. Gille   (5), Yoon (3), K. Lijewski  (2), Ursic (1), Bezerra de Menezes Souza , Grimm , Schult, Torgowanow  
BM Ciudad Real: Hombrados, Sterbik – Stefánsson   (8), Rutenka  (6), Entrerríos  (4), Källman (4), Laen (2), Davis Camara (1), Uríos Fonseca (1), Dinart  , Masachs Gelma, Morros de Argila , Pajovič  , Zorman
Schiedsrichter:  Gilles Bord und Olivier Buy
Quelle: Spielbericht

### 2. Halbfinale
| Mannschaft 1 | Mannschaft 2 | Hinspiel             | Rückspiel            | Gesamt  |
| ------------ | ------------ | -------------------- | -------------------- | ------- |
| THW Kiel     | FC Barcelona | 06.04. So. 17:00 Uhr | 13.04. So. 16:45 Uhr | 78 : 75 |
| THW Kiel     | FC Barcelona | 41 : 31 (20 : 15)    | 37 : 44 (20 : 19)    | 78 : 75 |

 THW Kiel – FC Barcelona  41:31 (20:15)
6. April 2008 in Kiel, Ostseehalle, 10.300 Zuschauer.
THW Kiel: Omeyer, Andersson – Jicha (9), Ahlm (6), Andersson    (6), Karabatić  (6), Klein (6), Lövgren (5), Kavtičnik   (2), Lund  (1), Anic, Lundström, Szilágyi
FC Barcelona: Hvidt, Barrufet – Lozano Jarque   (9), Romero Fernández (9), Nagy (3), García Lorenzana (2), Rocas Comas (2), Ugalde García  (2), Garabaya Arenas   (1), Nenadić (1), Nøddesbo   (1), Víctor Tomás (2), Tomás González (1), Fernandez, Xepkin
Schiedsrichter:  Valentyn Vakula und Aleksandr Liudovyk
Quelle: Spielbericht
 FC Barcelona – THW Kiel  44:37 (19:20)
13. April 2008 in Barcelona, Palau Blaugrana, 6.500 Zuschauer.
FC Barcelona: Hvidt, Losert – Romero Fernández  (10), Lozano Jarque   (9), Nøddesbo  (6), Tomás González (6), Rocas Comas (4), García Lorenzana  (3), Ugalde García (3), Nagy   (2), Nenadić (1), Garabaya Arenas, Larholm, Xepkin 
THW Kiel: Omeyer, Andersson – Karabatić   (10), Jicha (8), Ahlm   (4), Kavtičnik  (4), Lundström (4), Andersson   (3), Klein (2), Lövgren  (2), Anic, Lund, Szilágyi
Schiedsrichter:  Per Olesen und Lars Ejby Pedersen
Quelle: Spielbericht

## Finale

### Qualifizierte Teams
Für das Finale qualifiziert waren:
| BM Ciudad Real THW Kiel |

### Ergebnisse
Die Auslosung des Finales fand am 15. April 2008 um 11:00 Uhr (GMT+2) in Wien statt.
Das Hinspiel fand am 4. Mai 2008 statt. Das Rückspiel fand am 11. Mai 2008 statt.
| Mannschaft 1   | Mannschaft 2 | Hinspiel             | Rückspiel            | Gesamt  |
| -------------- | ------------ | -------------------- | -------------------- | ------- |
| BM Ciudad Real | THW Kiel     | 04.05. So. 19:00 Uhr | 11.05. So. 18:00 Uhr | 58 : 54 |
| BM Ciudad Real | THW Kiel     | 27 : 29 (13 : 14)    | 31 : 25 (15 : 13)    | 58 : 54 |

 BM Ciudad Real – THW Kiel  27:29 (13:14)
4. Mai 2008 in Ciudad Real, Quijote Arena, 5.500 Zuschauer.
BM Ciudad Real: Hombrados, Sterbik – Stefánsson (6), Laen  (4), Rutenka  (4), Zorman (4), Pajovič  (3), Entrerríos (2), Källman  (2), Dinart (1), García Parrondo  (1), Davis Camara , Metličić, Morros
THW Kiel: Omeyer, Andersson – Karabatić (9), Kavtičnik  (6), Ahlm   (5), Jicha (3), Klein (2), Andersson (1), Lövgren  (1), Lund   (1), Zeitz (1), Anic, Lundström , Szilágyi
Schiedsrichter:  Slobodan Višekruna und Zoran Stanojevic
Quelle: Spielbericht
 THW Kiel – BM Ciudad Real  25:31 (13:15)
11. Mai 2008 in Kiel, Ostseehalle, 10.300 Zuschauer.
THW Kiel: Omeyer, Andersson – Kavtičnik  (8), Ahlm (6), Karabatić (4), Jicha  (2), Klein (2), Zeitz  (2), Lund   (1), Andersson, Anic, Lövgren, Lundström, Szilágyi
BM Ciudad Real: Hombrados, Sterbik – Stefánsson    (12), Källman (11), Entrerríos (2), Laen (2), Pajovič  (2), García Parrondo  (1), Zorman   (1), Dinart  , Masachs Gelma, Metličić, Morros, Uríos Fonseca
Schiedsrichter:  Darko Repensek und Janko Pozeznik
Quelle: Spielbericht

## Statistiken

### Torschützenliste

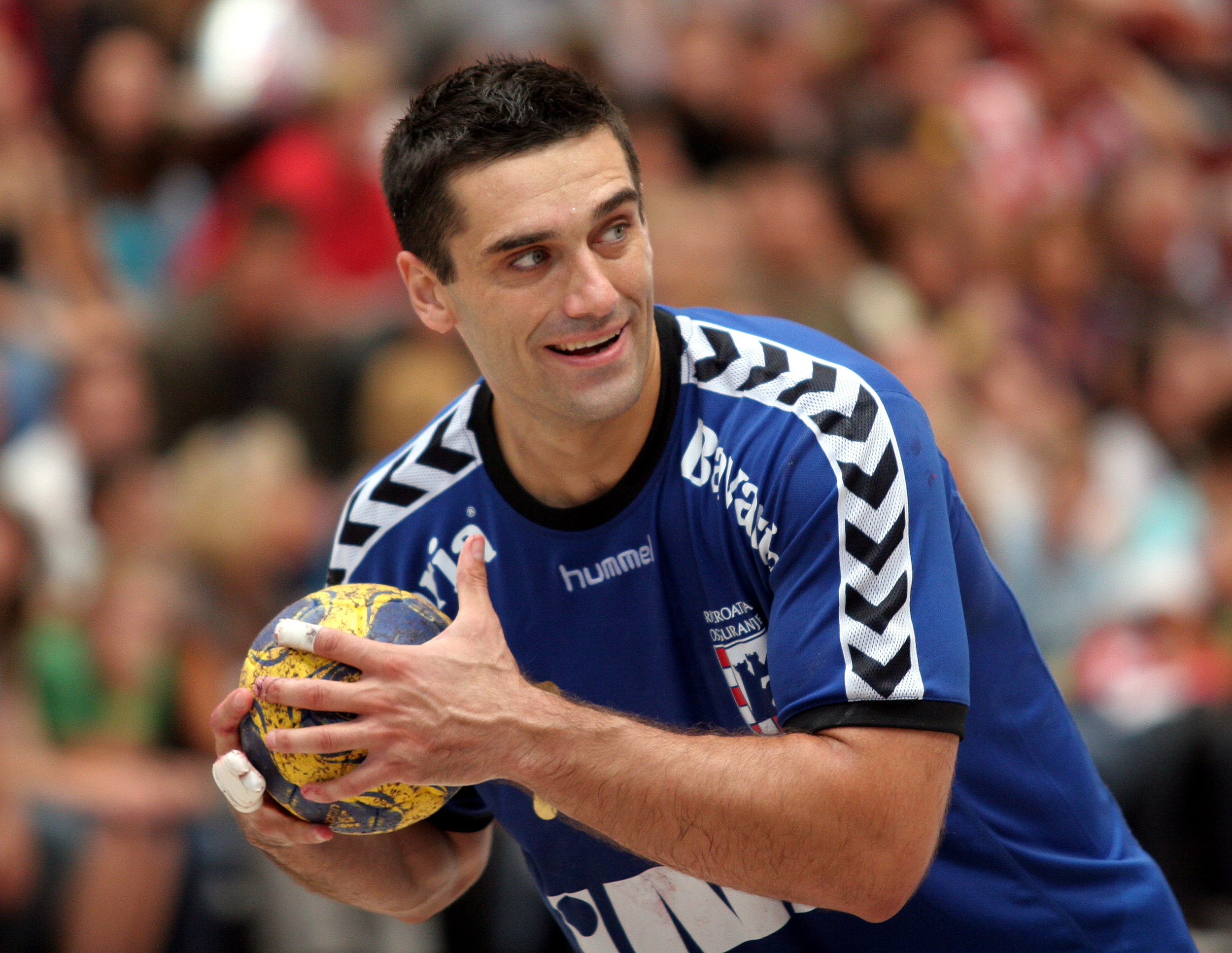
Der Torschützenkönig Kiril Lazarov im Trikot des RK Zagreb

Die Torschützenliste zeigt die zehn besten Torschützen in der EHF Champions League 2007/08. Zu sehen sind die Nation des Spielers, der Name, die Position, der Verein, die gespielten Spiele, die Tore und die Ø-Tore. Der Erstplatzierte ist Torschützenkönig der EHF Champions League 2007/08.
| Pl. | Nation         | Spieler           | Pos. | Verein          | Sp. | Tore | Ø   |
| --- | -------------- | ----------------- | ---- | --------------- | --- | ---- | --- |
| 01. | Nordmazedonien | Kiril Lazarov     | (RR) | RK Zagreb       | 12  | 96   | 8,0 |
| 02. | Island         | Ólafur Stefánsson | (RR) | BM Ciudad Real  | 16  | 96   | 6,0 |
| 03. | Spanien        | Iker Romero       | (RM) | FC Barcelona    | 14  | 93   | 6,6 |
| 04. | Schweden       | Marcus Ahlm       | (KM) | THW Kiel        | 16  | 92   | 5,8 |
| 05. | Frankreich     | Nikola Karabatić  | (RL) | THW Kiel        | 14  | 87   | 6,2 |
| 06. | Spanien        | Siarhei Rutenka   | (RL) | BM Ciudad Real  | 14  | 85   | 6,1 |
| 07. | Korea Sud      | Yoon Kyung-shin   | (RR) | HSV Hamburg     | 14  | 84   | 6,0 |
| 08. | Serbien        | Mladen Bojinović  | (RR) | Montpellier HB  | 12  | 78   | 6,5 |
| 09. | Frankreich     | Luc Abalo         | (RA) | US Ivry HB      | 12  | 74   | 6,2 |
| 10. | Spanien        | Cristian Malmagro | (RR) | SDC San Antonio | 11  | 73   | 6,6 |